# فهرست آب‌راه‌ها

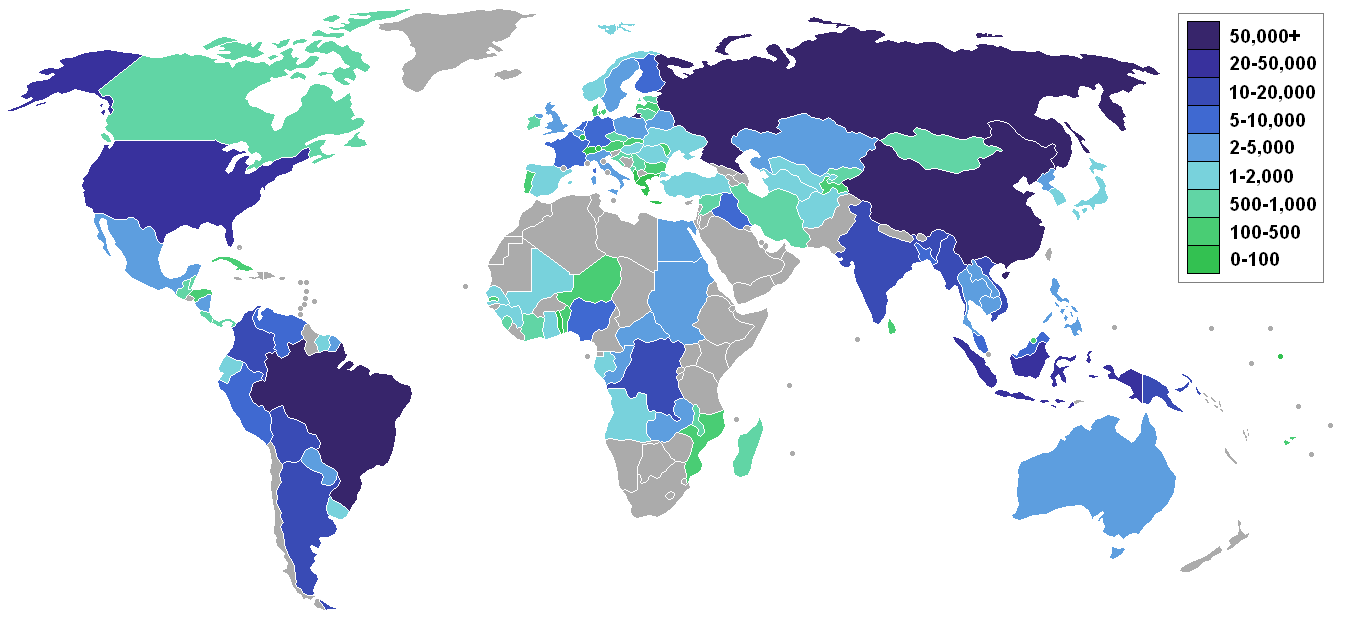
طول کل آبراه‌ها در هر کشور بر حسب کیلومتر

این فهرستی از آب‌راه‌ها است که به عنوان رودخانه‌های قابل کشتیرانی، کانال‌ها، مصب‌ها، دریاچه‌ها یا خورها تعریف می‌شوند. در عمل و بسته به زبان، اصطلاح «آب‌راه» مسیرهای حمل و نقل دریایی یا داخلی را پوشش می‌دهد، همان‌طور که «راه» پیشنهاد می‌کند. هر جا که رودخانه‌ای با جریان آزاد، تحمل کشتی‌های باربری را نداشته باشد، اصطلاح صحیح «جریان آب» است که هیچ معنایی برای استفاده برای حمل و نقل بار ندارد. برای استفاده عملی، این فهرست راه‌های آبی بین‌المللی دریایی (از جمله کانال‌های کشتیرانی)، آبراه‌های داخلی بین‌المللی، سپس آبراه‌های داخلی، از جمله کانال‌ها و دریاچه‌های بزرگ را متمایز می‌کند.

## ایران
- دریای خزر
- خلیج فارس
- کارون